# Enrique Novelo Navarro
Enrique Novelo Navarro, más conocido como «Coqui Navarro» (17 de julio de 1934-2 de febrero de 2019) fue un compositor de música popular y trovador mexicano, nacido en Progreso, Yucatán. Representativo de la trova yucateca.

## Datos biográficos
A los 15 años integró el trío Los Porteños con dos amigos: René Frías y Leopoldo García. Más tarde a este mismo trío se le conoció como Los Panchitos. En 1950 el trío se incorporó a la compañía del empresario artístico Paco Miller, quien los rebautizó como Los Jilguerillos. 
Se estableció en la Ciudad de México desde joven, empleándose, para ganarse la vida, como mensajero de una compañía de aviación. Más tarde se enroló en el ejército mexicano, donde alcanzó el rango de sargento. 
En 1958 compuso la conocida canción Despierta Paloma, que ha sido interpretada por  Lola Beltrán, el español Joselito, Armando Manzanero, entre otros conocidos intérpretes. En 1965 obtuvo el primer lugar en el Concurso de la Canción Yucateca, convocado por el Ayuntamiento de Mérida (Yucatán), con un bambuco que llamó Déjame llegar a ti, y que fue interpretado al piano por Judith Pérez Romero. También en 1965 compuso el bolero Te amaré toda la vida, tal vez la más conocida de sus melodías.
Entre sus éxitos más conocidos figuran: «Te amaré toda la vida», «No sé qué está pasando», «Borraré tu nombre», «Hasta hoy», «Sé que te quiero», «Ese fue tu error», «Si no te gusta como soy», entre otros.

## Reconocimientos
- En 2005 el Ayuntamiento de Mérida otorgó a Enrique Coqui Navarro la Medalla Guty Cárdenas.
- En 2008 fue homenajeado en el Museo de la Canción Yucateca, en donde se develó un retrato al óleo suyo.
- En 2009 recibió el reconocimiento Trayectoria, por 37 años como socio de la Sociedad de Autores y Compositores de México.